# NGC 5086
NGC 5086 este o galaxie situată în constelația Centaurul. A fost descoperită în 7 aprilie 1837 de către John Herschel.